# Възнесение Господне (Громшин)
„Възнесение Господне“ е православна църква в монтанското село Громшин, България, част от Видинската епархия на Българската православна църква.

## История
Църквата започва да се строи в 1925 година с дарения и доброволен труд на хората от селото, под ръководството на инициативен комитет, начело със свещеник Илия Петков Симеонов. Храмът е завършен в 1927 година.
Иконостасът в храма е дело на дебърския резбарски род Филипови.